# 管應律
管應律（1578年—？），字正之，號六我，陝西西安府咸寧縣人，軍籍，明朝政治人物。

## 生平
萬曆二十八年（1600年）庚子科陝西鄉試第十七名舉人，三十八年（1610年）中式庚戌科會試第二百七十二名，三甲第一百八十六名進士。戶部觀政，授元城縣知縣，四十三年（1615年）遭論劾，四十六年（1618年）謫江西布政使司照磨，升泗水縣知縣。

## 家族
曾祖管桂；祖父管霑，鄉飲賓；父管謝，廩生。母白氏。慈侍下。兄管應虞，弟管應元、管應式、管應明、管應暘、管應龍、管應曉、管應斗、管應星。